# Trajan (Schriftart)

Die Inschrift auf der Trajanssäule

Trajan ist eine 1989 von Carol Twombly für Adobe entworfene Schriftart, welche auf den Buchstabenformen der Inschriften auf der Trajanssäule basiert (siehe auch Capitalis monumentalis). Da im Römischen Reich nur Versalbuchstaben verwendet wurden, besitzt die Schriftart keine Kleinbuchstaben (Minuskel). Häufig werden jedoch Kapitälchen verwendet.

## Verwendung
Bekannt ist die Schriftart vor allem durch die Verwendung auf Filmplakaten, zum Beispiel Titanic, Troja oder Minority Report, und in einigen Fernsehserien, wie beispielsweise Six Feet Under – Gestorben wird immer oder The West Wing – Im Zentrum der Macht. Auch das Logo des Biotechnologie- und Pharmaunternehmens Novartis und die Universität Tübingen verwenden sie. Bei den Präsidentschaftswahlen 2012 wurde die Schriftart für die Kampagne von Mitt Romney verwendet.

Titanic: Filmlogo
Novartis: Firmenlogo
Universität Tübingen: Logo
Logo der Präsidentschaftskandidatur 2012